# La Goulue a Moulin Rouge-ban
A La Goulue a Moulin Rouge-ban Henri de Toulouse-Lautrec festménye, amely a New York-i Modern Művészeti Múzeum gyűjteményének része.
Toulouse-Lautrec 1891–1892-ben festette kartonlapra La Goulue, az étkezésben és szerelemben gyakorolt mohóságáról híres kánkántáncosnő portréját. A nőt munkahelyén, a párizsi Moulin Rouge-ban örökítette meg a művész, ahogy mélyen dekoltált ruhában és különleges frizurájával megérkezik a kabaréba. A táncosnőbe két másik nő karol: jobbról testvére, balról szeretője.
Toulouse-Lautrec karrierje során számos, az átlagostól elütő ember portréját festette meg valósághűen és érezhető rokonszenvvel, La Goulue több festményén és rajzán is feltűnik. A művész a New York-i múzeumban látható festményét az egyik legjobb tánctermi képének tartotta, és négyszer is kiállította befejezésének évében.